# تپه سربالا
تپه سربالا مربوط به سده‌های اولیه دوران‌های تاریخی پس از اسلام است و در شهرستان تربت حیدریه، بخش جلگه‌رخ، روستای سربالا واقع شده و این اثر در تاریخ ۵ تیر ۱۳۸۴ با شمارهٔ ثبت ۱۱۹۱۱ به‌عنوان یکی از آثار ملی ایران به ثبت رسیده است.